# Divisioni del sumo professionistico

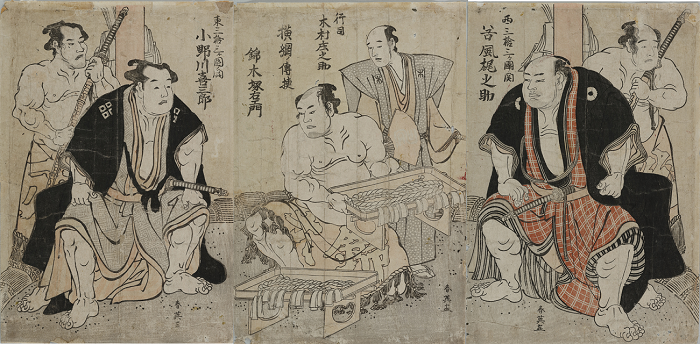
Il quarto ed il quinto yokozuna (Tanikaze Kajinosuke e Onogawa Kisaburō) mentre vengono promossi al massimo grado del sumo, 1789.

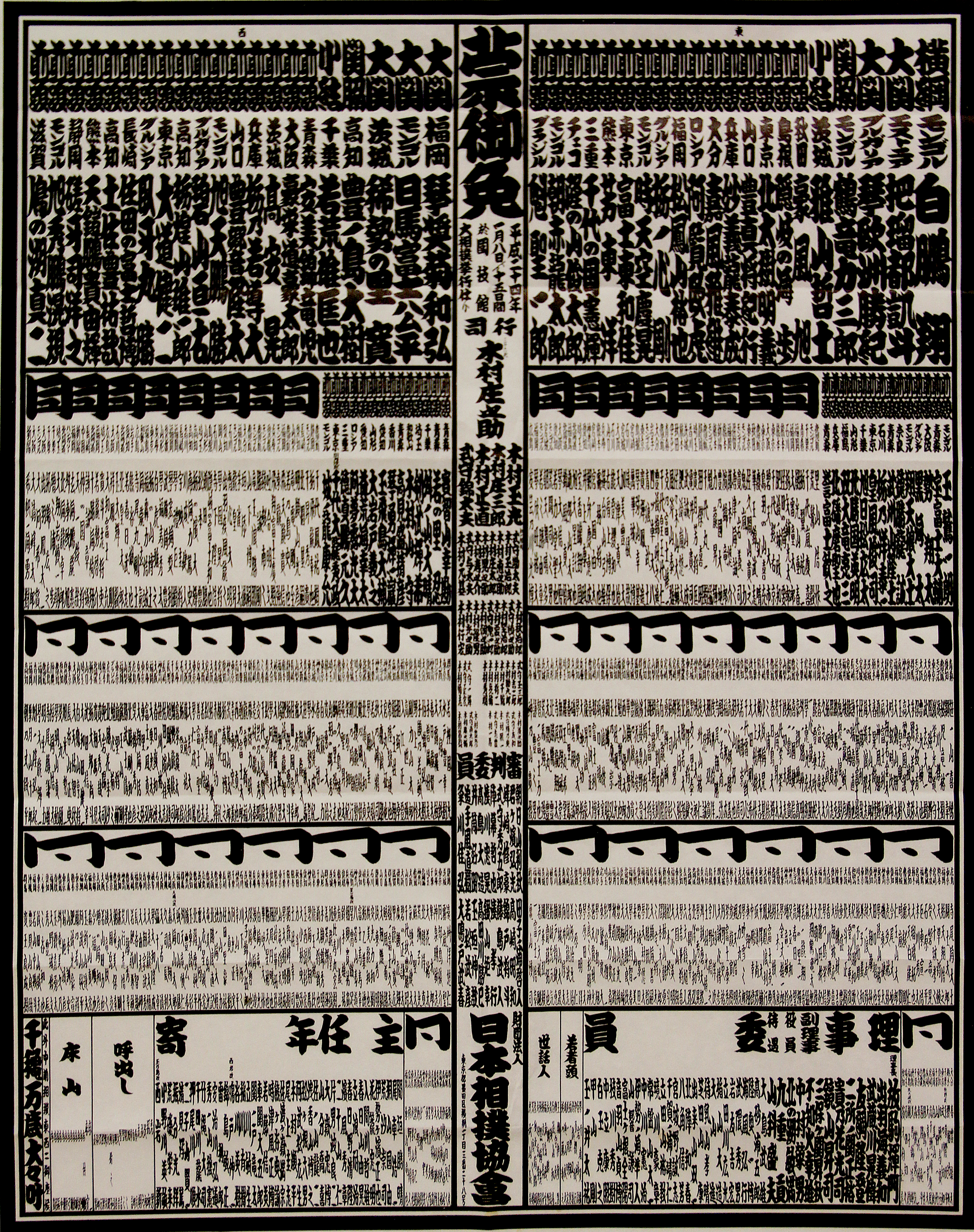
Un moderno banzuke.

Il sumo professionistico (大相撲?, ōzumō), ovvero quello gestito dalla Japan Sumo Association, si compone di sei divisioni.
Le divisioni e sotto-divisioni, ordinate in ordine gerarchico dal più alto al più basso, sono le seguenti (fra parentesi il numero dei lottatori che ne fanno parte):
1. Makuuchi (42)
  1. San'yaku (almeno 6)
    1. Yokozuna
    2. Ōzeki (almeno 2, yokuzuna inclusi)
    3. Sekiwake (almeno 2)
    4. Komusubi (almeno 2)

  2. Maegashira (42 meno il totale dei san'yaku)
2. Jūryō (28)
3. Makushita (120)
4. Sandanme (180)
5. Jonidan (200-250)
6. Jonokuchi (40-90)

Generalmente il numero dei lottatori professionisti è quindi compreso fra 630 e 730.
Secondo la tradizione, ogni grado è ulteriormente suddiviso in Est e Ovest, dove l'Est è leggermente più prestigioso e si classifica leggermente più in alto rispetto alla sua controparte occidentale.
I rikishi (力士? lottatori) sono promossi e retrocessi all'interno e tra queste divisioni in base al merito dei loro record di vincita o perdita nei tornei ufficiali e classificati anche all'interno di ogni divisione. Più alto è il grado di un lottatore all'interno di una divisione, più forte diventa il livello generale degli avversari che dovrà affrontare.
Gli appartenenti alle prime due categorie (cioè makuuchi e jūryō) vengono chiamati sekitori (関取? "barriera superata"); in totale, solo 70 lottatori fanno parte di questo livello. Tutti gli appartenenti alle categorie inferiori sono invece detti rikishi yōseiin (力士養成員? lottatore in addestramento / apprendista lottatore).
Infine, con maezumō (前相撲? "prima del sumō") si intendono i tornei tra lottatori non professionisti e tutti i lottatori che vi partecipano. I lottatori di questa categoria indossano sempre un mawashi bianco di cotone.
Prima di ogni torneo viene redatto il banzuke (番付?), ovvero la lista di tutti i lottatori divisi nelle diverse categorie nonché di arbitri, giudici ed altri dirigenti della federazione.

## Makuuchi
Makuuchi (幕内?) o makunouchi (幕の内?), "all'interno della tenda", è la prima divisione del sumo e comprende un numero fisso di 42 lottatori, tipicamente 21 a est e 21 a ovest, che sono classificati in base alla loro prestazione nei precedenti tornei.

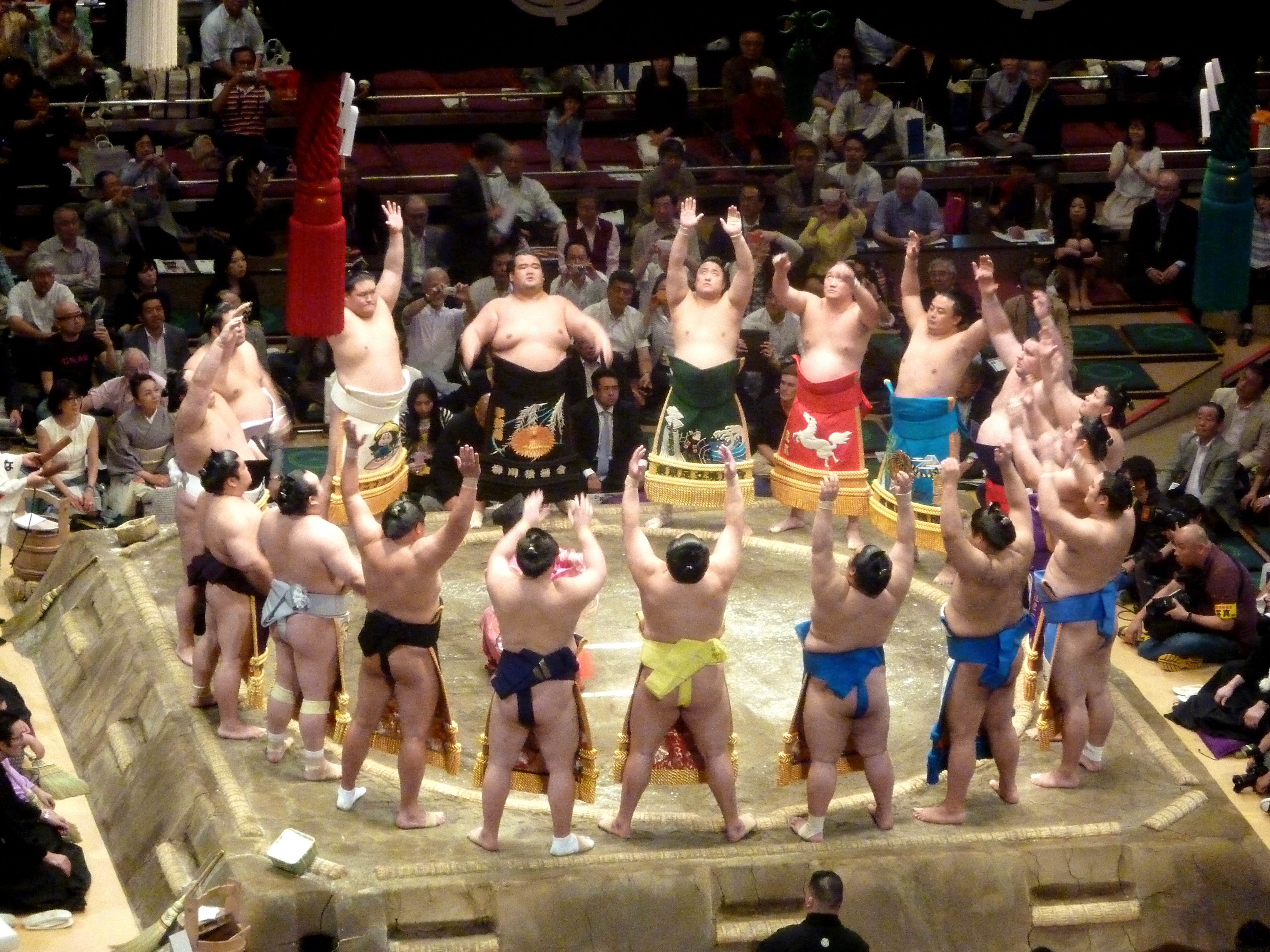
Dohyo-iri dei lottatori di makuuchi.

Al vertice della divisione ci sono i "titolari" detti san'yaku, che comprendono i gradi di yokozuna, ōzeki, sekiwake e komusubi. Ci sono tipicamente 8-12 lottatori in tali categorie.
Il resto dei lottatori viene chiamato maegashira, classificato in ordine numerico da 1 in giù.
Questa è l'unica divisione in cui è presente una copertura live nei tornei di sumō da parte di NHK e viene trasmessa in due lingue. L'ultima parte delle divisioni inferiori è mostrata sulla copertura satellitare.
Il nome makuuchi significa letteralmente "dentro la tenda" in riferimento al primo periodo del sumō professionale, quando i lottatori di prima classe potevano sedersi in un'area chiusa da tende prima di apparire per i loro incontri.

### Elenco
| Makuuchi a luglio 2025 | Makuuchi a luglio 2025 | Makuuchi a luglio 2025 | Makuuchi a luglio 2025 |
|                        | Est                    | Ovest                  |                        |
| S a n' y a k u         | Yokozuna               | Yokozuna               | S a n' y a k u         |
| ---------------------- | ---------------------- | ---------------------- | ---------------------- |
| S a n' y a k u         | HOSHORYU Tomokatsu     | ONOSATO Daiki          | S a n' y a k u         |
| S a n' y a k u         | Ōzeki                  |                        | S a n' y a k u         |
| S a n' y a k u         | KOTOZAKURA Masahiro    |                        | S a n' y a k u         |
| S a n' y a k u         | Sekiwake               |                        | S a n' y a k u         |
| S a n' y a k u         | DAIEISHO Hayato        | KIRISHIMA Tetsuo       | S a n' y a k u         |
| S a n' y a k u         | WAKATAKAKAGE Atsushi   |                        | S a n' y a k u         |
| S a n' y a k u         | Komusubi               |                        | S a n' y a k u         |
| S a n' y a k u         | OSHOMA Degi            | TAKAYASU Akira         | S a n' y a k u         |
| Maegashira             |                        |                        |                        |
| #1                     | AONISHIKI Arata        | WAKAMOTOHARU Minato    | #1                     |
| #2                     | OHO Konosuke           | ABI Masatora           | #2                     |
| #3                     | ONOKATSU Kazuhiro      | KINBOZAN Haruki        | #3                     |
| #4                     | HAKUOHO Tetsuya        | TAMAWASHI Ichiro       | #4                     |
| #5                     | HIRADOUMI Yuki         | MEISEI Chikara         | #5                     |
| #6                     | TAKERUFUJI Mikiya      | GONOYAMA Toki          | #6                     |
| #7                     | TOBIZARU Masaya        | ENDO Shota             | #7                     |
| #8                     | SADANOUMI Takashi      | ICHIYAMAMOTO Daiki     | #8                     |
| #9                     | URA Kazuki             | CIYOSHOIMA Fujio       | #9                     |
| #10                    | ATAMIFUJI Sakutaro     | ROGA Tokiyoshi         | #10                    |
| #11                    | TAKANOSHO Nobuaki      | TOKIHAYATE Hideki      | #11                    |
| #12                    | MIDORIFUJI Kazunari    | ASAKORYU Takuma        | #12                    |
| #13                    | CHURANOUMI Yoshihisa   | SHODAI Naoya           | #13                    |
| #14                    | KUSANO Naoya           | FUJINOKAWA Seigo       | #14                    |
| #15                    | KOTOSHOHO Yoshinari    | HIDENOUMI Takuya       | #15                    |
| #16                    | KAYO Yasutoki          | MITAKEUMI Hisai        | #16                    |
| #17                    | KOTOEIHO Hiroki        | SHISHI Masaru          | #17                    |

### Statistiche
| Nazione    | San'yaku | San'yaku | San'yaku | San'yaku | Maegashira | totale | %     |
| Nazione    | Yokozuna | Ōzeki    | Sekiwake | Komusubi | Maegashira | totale | %     |
| ---------- | -------- | -------- | -------- | -------- | ---------- | ------ | ----- |
| Giappone   | 1        | 1        | 2        | 1        | 27         | 32     | 76,2% |
| Mongolia   | 1        |          | 1        | 1        | 3          | 6      | 14,3% |
| Ucraina    |          |          |          |          | 2          | 2      | 4,8%  |
| Kazakistan |          |          |          |          | 1          | 1      | 2,4%  |
| Russia     |          |          |          |          | 1          | 1      | 2,4%  |
| totale     | 2        | 1        | 3        | 2        | 34         | 42     | -     |

### San'yaku
Alle prime posizioni fisse della divisione ci sono i "titolari" o san'yaku (三役?): yokozuna, ōzeki, sekiwake e komusubi. Devono sempre essere in numero di sei o superiore.
San'yaku significa letteralmente "i tre ranghi", anche se in realtà ne comprende quattro. La discrepanza è nata perché lo yokozuna era tradizionalmente considerato un ōzeki con una licenza speciale per indossare una particolare corda intorno alla vita (shimenawa) ed eseguire una caratteristica cerimonia di ingresso sul ring (dohyo-iri). Nell'uso moderno san'yaku ha una definizione alquanto flessibile. Ciò è in gran parte dovuto al fatto che i due ranghi superiori di yokozuna e ōzeki presentano differenze distintive rispetto ai due ranghi inferiori e tra loro. Pertanto, un riferimento a san'yaku può talvolta significare solo gli ultimi quattro ranghi, o in altri casi solo sekiwake e komusubi.

#### Yokozuna

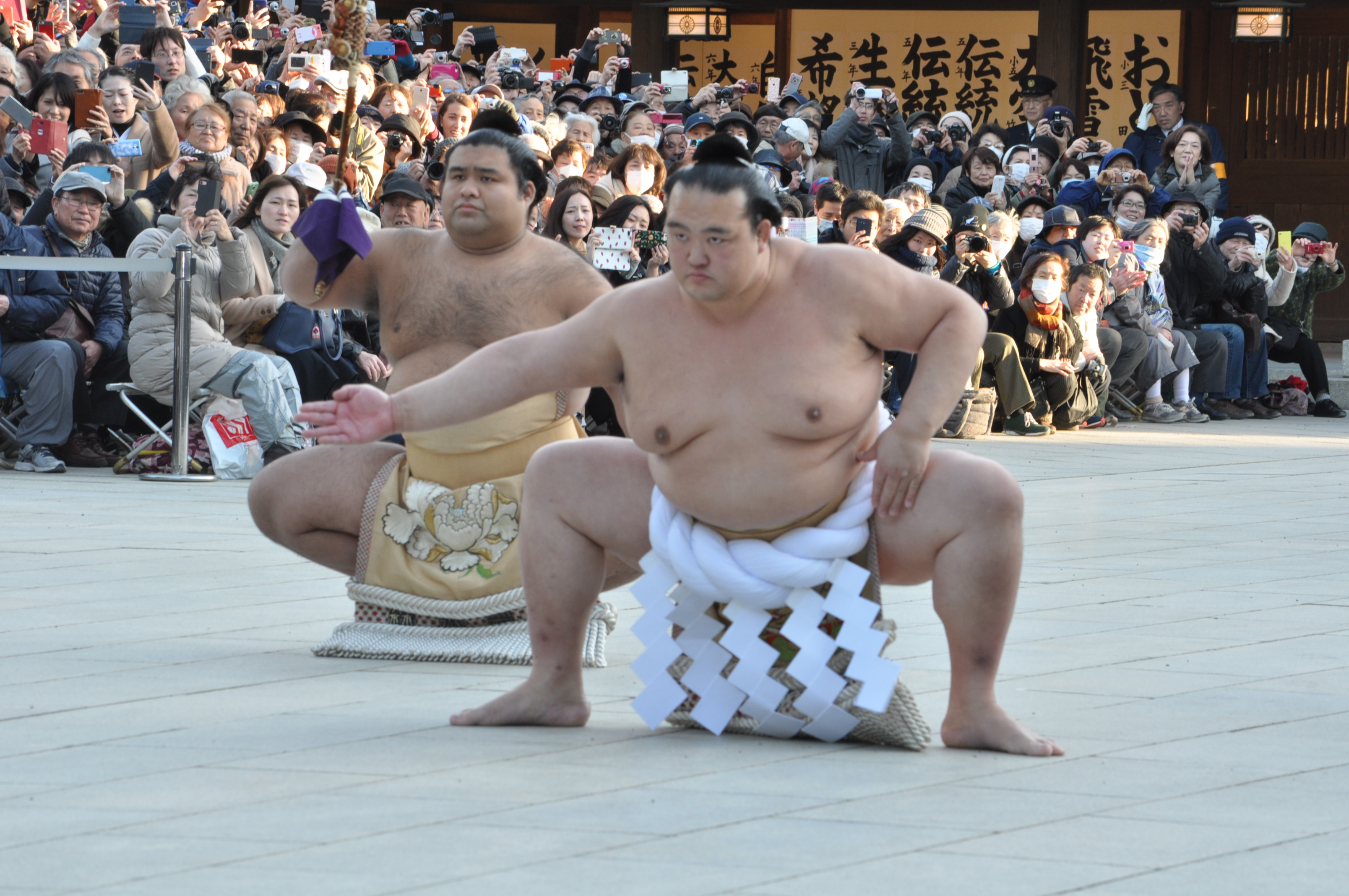
Yokozuna dohyo-iri del 72° yokozuna Kisenosato.

Lo yokozuna (横綱?) è il massimo grado che può essere raggiunto da un lottatore professionista di sumo.
Il termine significa letteralmente "corda orizzontale" e deriva dal simbolo più visibile del loro rango: il cordone (綱?, tsuna) che i lottatori portano legato attorno ai fianchi.
Tale corda è simile alla shimenawa (注連縄?) utilizzata per delimitare le aree sacre nello Shintoismo e, proprio come la shimenawa, serve per purificare e segnare il proprio contenuto. La fune, che può pesare fino a 20 kg, non viene utilizzata durante gli incontri, ma viene indossata durante la cerimonia d'ingresso nella zona di combattimento (土俵入り?, dohyo-iri) dello yokozuna.
Un lottatore può raggiungere il grado di yokozuna se vince due tornei di fila o in alternativa ottiene punteggi altrettanto degni e possiede le qualità morali necessarie al titolo che saranno valutate da un apposito comitato nazionale. Una volta acquisito il grado, a differenza di ciò che accade per tutti gli altri livelli del sumo, lo yokozuna non può essere retrocesso.
Uno yokozuna diviene egli stesso una semi-divinità scintoista e riceverà un generoso vitalizio anche a fine carriera. Lo yokozuna deve incarnare l'ideale del lottatore di sumo, difatti nel caso non riuscisse a vincere otto scontri nel corso di un torneo non è retrocesso, ma ci si aspetterebbe il suo ritiro.

#### Ōzeki
Un ōzeki (大関? "grande barriera") è un lottatore appartenente alla seconda categoria del sumō e della makuuchi, e prima della san'yaku. Devono essere almeno due, se sono in numero inferiore uno yokozuna svolgerà anche il ruolo di ōzeki, prendendo il nome di yokozuna ōzeki (横綱大関?).
Fino all'introduzione del grado yokozuna, ōzeki era il grado più alto ottenibile.
Il nome deriva dal fatto che raggiungere questo rango è estremamente difficile; per questo motivo, nonostante siano classificati assieme a sekiwake e komusubi, sono considerati più come una categoria a sé stante.

#### Sekiwake
Un sekiwake (関脇? "a fianco della barriera") è un lottatore appartenente alla terza categoria del sumō e della makuuchi, e seconda della san'yaku. In ogni torneo devono essere presenti almeno due sekiwake.
Il nome deriva dal fatto che nel banzuke si trovano a fianco degli ōzeki, la grande barriera.

#### Komusubi
Un komusubi (小結? "piccolo nodo") è un lottatore appartenente alla quarta categoria del sumō e della makuuchi, e terza e ultima della san'yaku. Anche i komusubi devono essere almeno due.
Il nome deriva probabilmente dal fatto che sono la categoria più bassa eleggibile per partecipare all'ultimo incontro di una giornata, il cosiddetto musubi no ichiban (結びの一番?).

### Maegashira
Un maegashira (前頭? "prima della categoria maggiore") è un lottatore appartenente all'ultima sotto-categoria della makuuchi. Il numero di lottatori in questa sotto-categoria è uguale alla differenza tra 42 ed il numero dei san'yaku.

## Jūryō

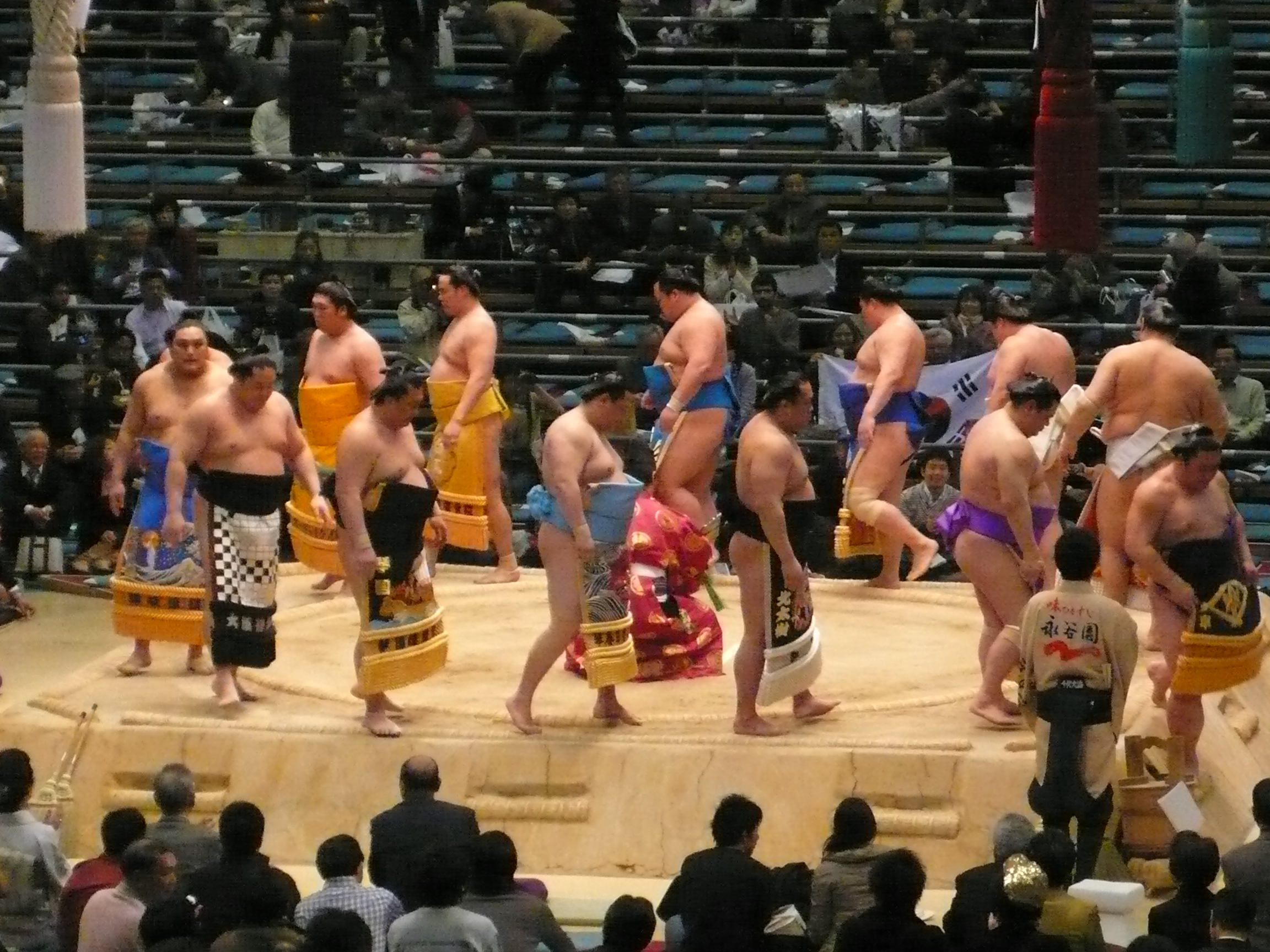
Il dohyo-iri dei jūryō.

Un jūryō (十両? "dieci ryō") è un lottatore appartenente alla seconda divisione del sumō; questa categoria comprende 28 lottatori, 14 a est e 14 a ovest. Il nome significa dieci ryō in riferimento alla paga che un lottatore classificato in questa divisione poteva aspettarsi di ricevere. Il nome ufficiale della seconda divisione è in realtà jūmaime (十枚目? "decima posizione") e può essere ascoltato negli annunci ufficiali e visto in alcune pubblicazioni, ma all'interno e all'esterno del mondo del sumo è universalmente nota come jūryō. I lottatori nella jūryō e nella divisione makuuchi sono noti come sekitori. I lottatori di jūryō, come quelli della prima divisione di makuuchi, ricevono uno stipendio mensile regolare e altri vantaggi associati al diventare un sekitori, o un membro delle due divisioni superiori in sumō. I lottatori di sumō classificati nelle divisioni sotto la jūryō sono considerati in addestramento e ricevono una piccola indennità invece di uno stipendio.
I lottatori di jūryō, insieme alle loro controparti di makuuchi, sono gli unici lottatori di sumo professionisti che competono in quindici incontri completi per ogni torneo ufficiale. Nel caso di lottatori makuuchi feriti che escono dal torneo, i lottatori di jūryō di livello superiore possono trovarsi occasionalmente in incontri con un lottatore della massima divisione. Tali incontri jūryō-makuuchi non sono inoltre rari verso la fine di un torneo di sumo, allo scopo di stabilire meglio la promozione e la retrocessione degli individui tra le due divisioni.
Una volta che un lottatore viene promosso a jūryō, è considerato un professionista con salari e privilegi significativi. Di conseguenza, le promozioni su jūryō vengono annunciate pochi giorni dopo un torneo, mentre altre classifiche non vengono annunciate per diverse settimane.

## Makushita

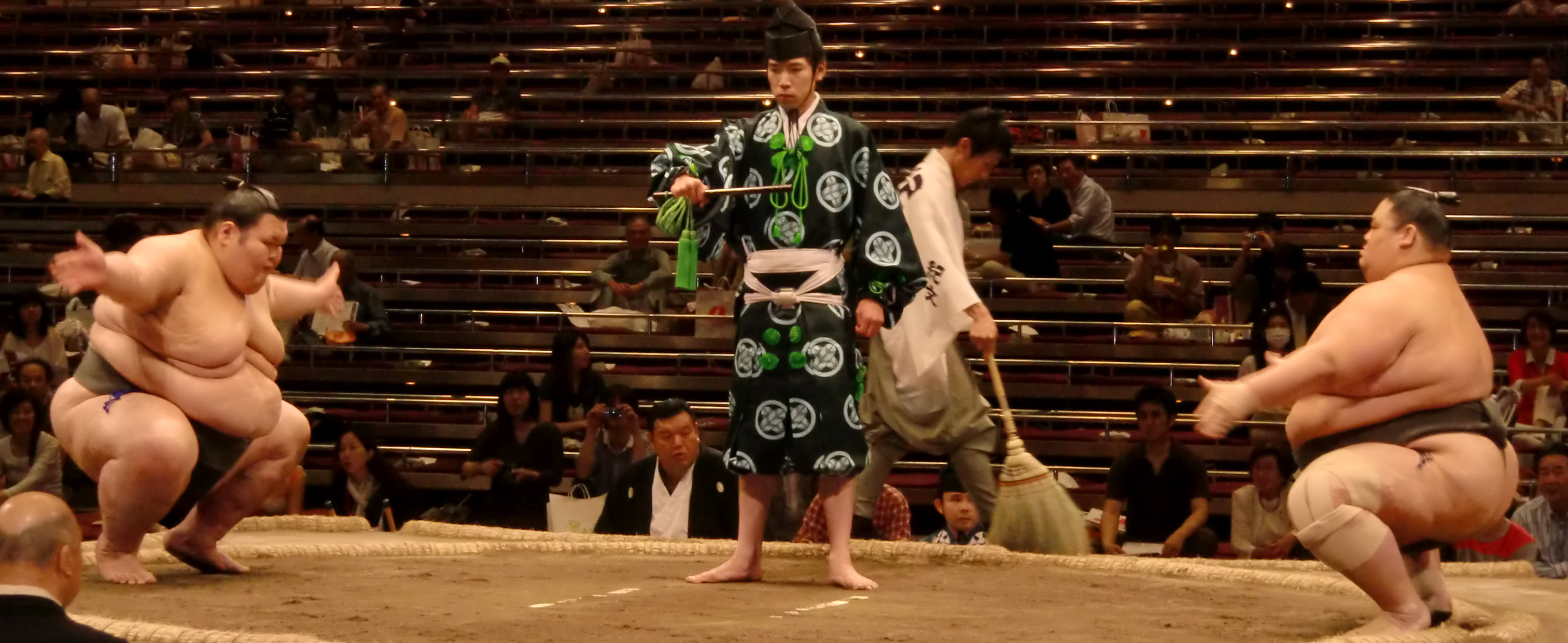
Incontro di makushita.

Un makushita (幕下? "sotto la tenda") è un lottatore appartenente alla terza divisione del sumō. Prima della creazione della divisione jūryō, questa divisione era la seconda più alta divisione sotto la makuuchi (che significa all'interno della tenda). Per questo viene chiamata makushita, che letteralmente significa "sotto (chi sta dentro) la tenda".
Nel sistema attuale, ci sono 120 lottatori nella divisione (60 classificati ad est e 60 ad ovest del banzuke). A differenza dei ranghi dei sekitori appena superiori a loro, i lottatori competono solo sette volte durante un torneo.
Si ritiene spesso che mantenere il rango di makushita sia il primo passo per diventare un lottatore di sumo professionale (sekitori classificato). Inoltre, può essere considerato come la divisione più pesantemente combattuta, con i giovani lottatori di sumō che stanno facendo concorrenza ai vecchi lottatori di sumō che sono scesi dalla jūryō e sono determinati a riconquistare il rango più alto. Un incentivo chiave è la differenza tra essere classificati nella fascia più alta del makushita rispetto al più basso grado della jūryō, che è stata paragonata a quella tra paradiso e inferno: un lottatore classificato come makushita o inferiore deve svolgere le faccende per la scuderia e i sekitori al suo interno, mentre il lottatore jūryō sarà servito. Allo stesso modo il lottatore jūryō riceve un comodo stipendio mensile, mentre un lottatore makushita o più basso riceve solo una piccola indennità di vita.
Vincere tutte e sette le partite di un torneo garantisce un avanzamento incondizionato alla divisione jūryō se si è classificati tra i primi trenta lottatori della divisione. Per ogni altro membro della divisione, un record di 7-0 garantirà la promozione tra i primi trenta membri, quindi due record 7-0 successivi permetteranno a un lottatore di makushita di avanzare verso la jūryō.
Quelli nei ranghi più alti della divisione e quindi favoriti per un possibile avanzamento possono avere un confronto con quelli di jūryō, sia in una delle sette partite in cui ci si aspetta che competano, sia, occasionalmente, in aggiunta alle partite che hanno già disputato. Questa ottava partita è a volte richiesta in seguito ai ritiri dei tornei a causa di un infortunio di un sekitori, ed è solitamente data al makushita che ha ottenuto un record 3-4 o peggiore nei suoi regolari sette attacchi. Viene ignorato se si perde e si conta se si vince, rendendolo un vero incontro bonus per un lottatore di makushita. Nell'incontro finale il lottatore di makushita si farà modellare i capelli in un vero oicho-mage, come i sekitori, ma continuerà a indossare il suo mawashi di cotone.

## Sandanme

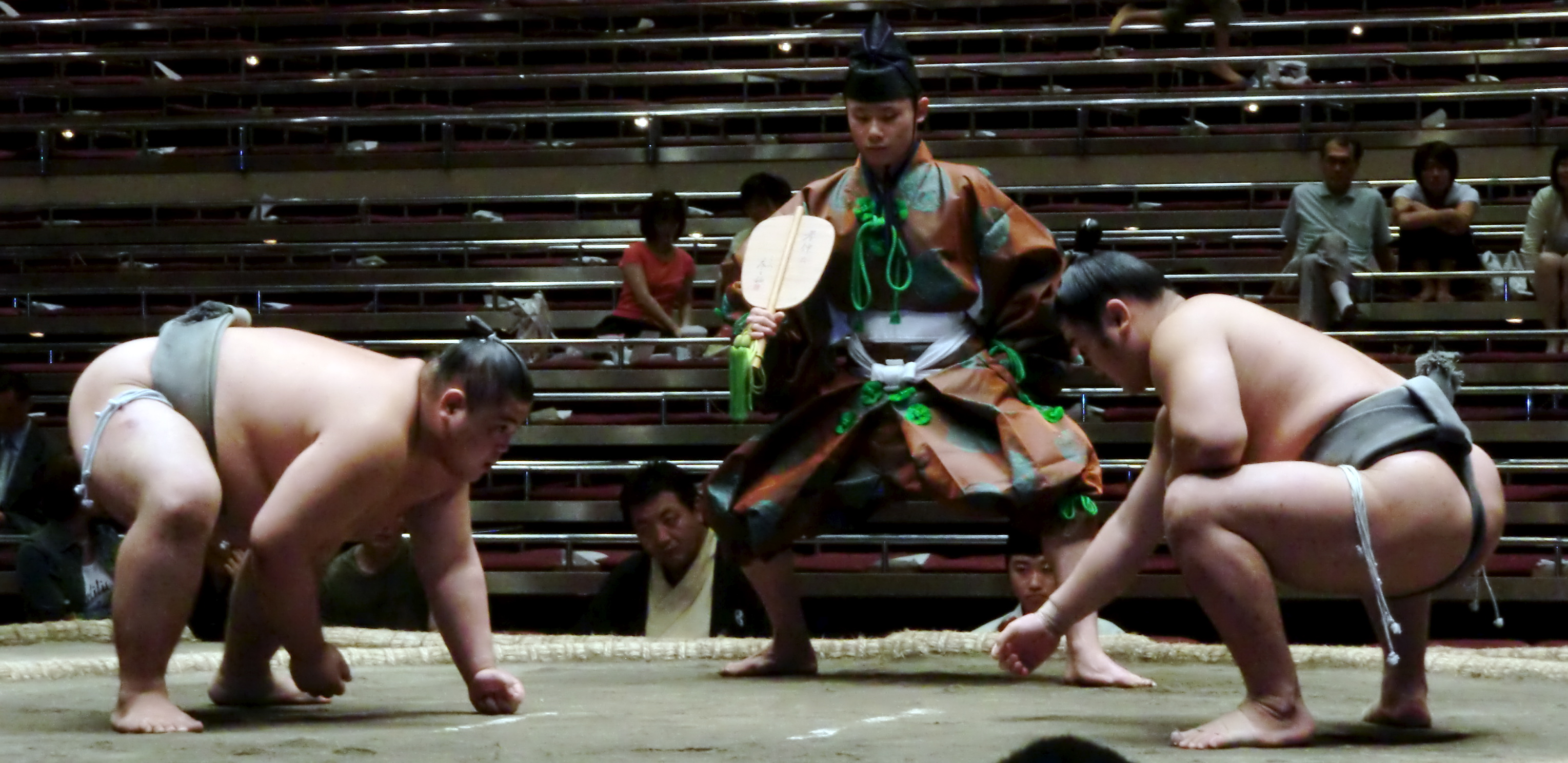
Incontro di sandanme.

Un sandanme (三段目? "terza fila") è un lottatore appartenente alla quarta divisione del sumō. Questo livello rappresenta il primo punto di interruzione nel trattamento che un lottatore riceve mentre sale tra i ranghi. Da sandanme gli è consentita una migliore qualità del vestito, in particolare non ha più bisogno di indossare geta in piedi e può indossare una forma di soprabito sopra il suo yukata. Tuttavia, i lottatori sono ancora considerati in formazione, ricevendo solo un assegno piuttosto che uno stipendio.
Di solito c'è un numero stabilito di 180 lottatori in sandanme (90 a est e 90 a ovest) e, come con le altre divisioni sotto la jūryō, i lottatori competono solo in sette incontri a torneo.

## Jonidan

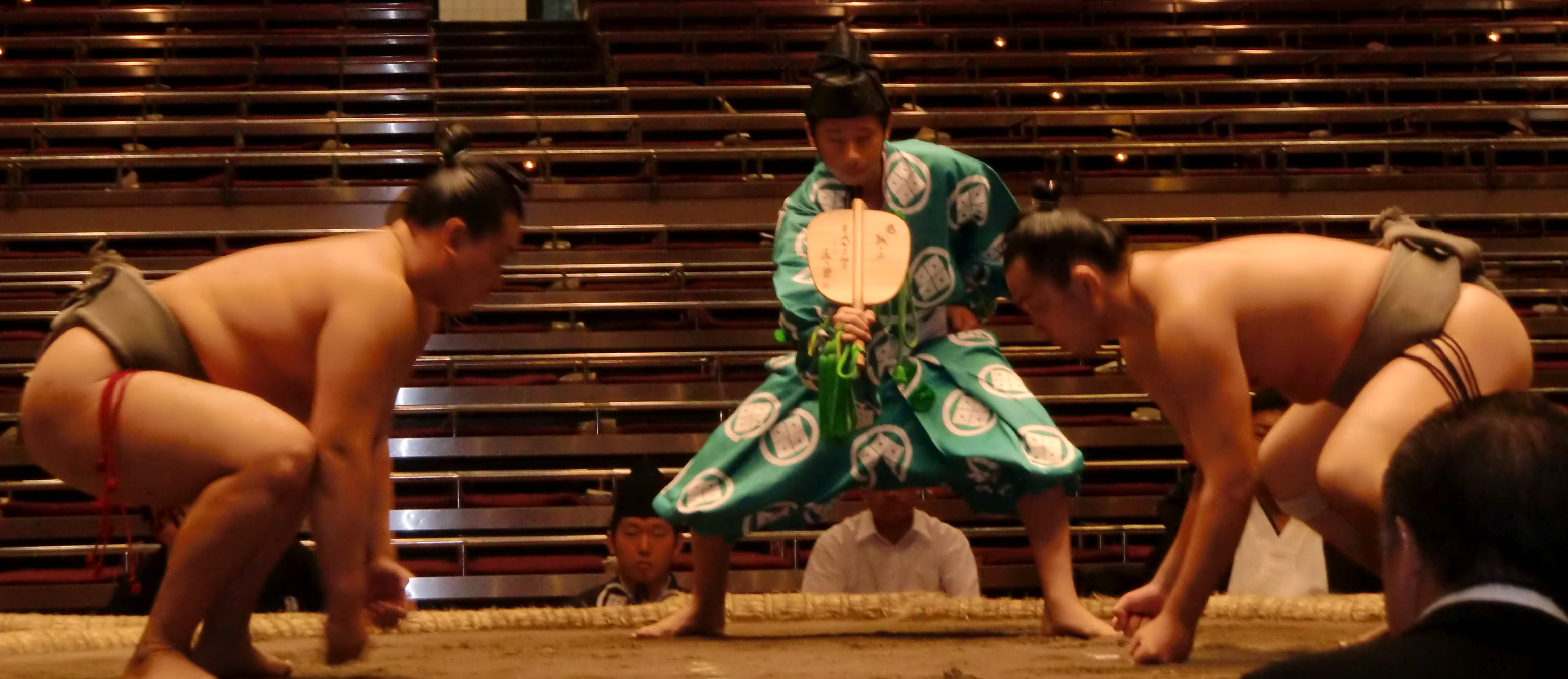
Incontro di jonidan.

Un jonidan (序二段? "secondo livello introduttivo") è un lottatore appartenente alla quinta divisione del sumō. A differenza delle divisioni sopra di essa, non vi è alcun numero fisso di lottatori nella divisione, anche se di solito è la divisione più grande in ogni torneo, con circa 200-250 lottatori classificati al suo interno. Come risultato dei numeri e del fatto che, come con le altre divisioni inferiori, i lottatori combattono solo sette volte durante un torneo, un torneo di spareggio nell'ultimo giorno è normalmente richiesto per determinare il campione della divisione.
Ai lottatori di questa divisione è vietato indossare cappotti sopra il loro yukata di cotone sottile, anche in inverno, e devono indossare geta ai piedi. Spesso fanno anche molte delle faccende più banali all'interno della palestra di addestramento in cui vivono.

## Jonokuchi

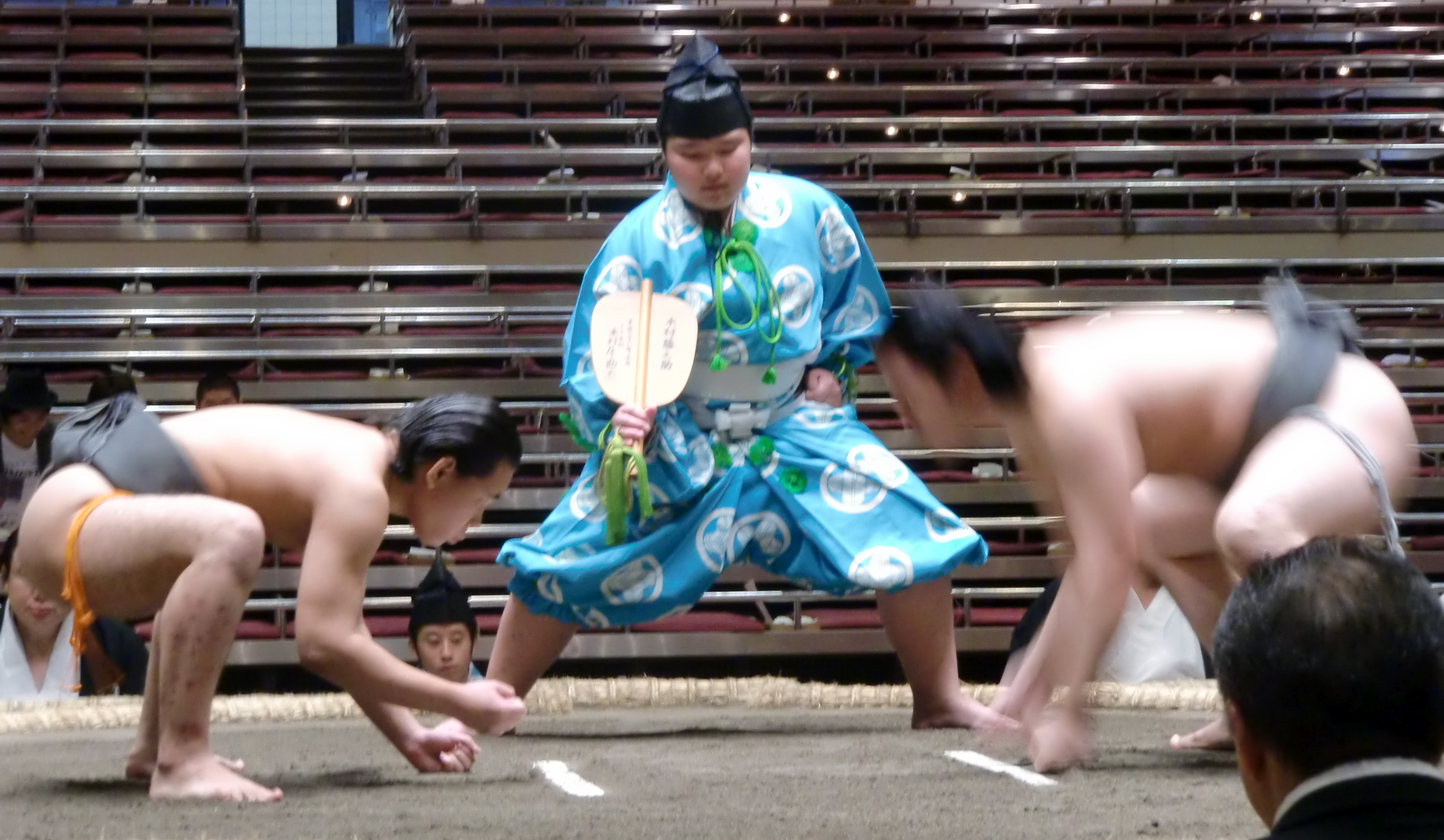
Incontro di junokuchi. Si può notare che anche il gyōji è di basso livello.

Un jonokuchi (序ノ口? "categoria introduttiva") è un lottatore appartenente alla sesta divisione del sumō. Tutti i lottatori, a parte quelli che hanno avuto una carriera dilettantistica di successo e ricevono una deroga speciale per entrare direttamente in makushita o sandanme, iniziano in questa divisione. Oltre ai nuovi lottatori, la divisione tende ad essere composta da alcuni lottatori più anziani che sono caduti in fondo alla classifica a causa di un infortunio prolungato.
La posizione iniziale di un nuovo lottatore nella divisione jonokuchi è determinata dalle sue performance nel maezumō, un torneo tenuto tra i nuovi lottatori nel periodo del honbasho (grande torneo) prima di entrare in classifica. La divisione jonokuchi varia in termini di dimensioni e tipicamente include tra 40 e 90 lottatori, con la quantità massima raggiunta durante il torneo di maggio, in quanto il numero di reclute che arrivano in maezumō è generalmente maggiore durante il precedente torneo di marzo, quando l'anno scolastico giapponese termina. Come con le altre divisioni inferiori, i lottatori competono solo in sette incontri durante il corso del torneo. Jonokuchi è l'unica divisione in cui i lottatori vengono promossi periodicamente anche con un record perdente; le promozioni alla successiva divisione jonidan con un record perdente sono particolarmente comuni per il torneo di maggio, quando c'è un grande afflusso di nuove reclute.
La parola jonokuchi è anche usata come espressione per descrivere quando qualcosa è appena iniziato.